# الجميمة (صعفان)

تعديل مصدري - تعديل

الجميمة هي إحدى قرى عزلة بني عراف بمديرية صعفان التابعة لمحافظة صنعاء، بلغ تعداد سكانها 611 نسمة حسب تعداد اليمن لعام 2004.